# باول لامب
باول لامب (بالإنجليزية: Paul Lamb)‏ (12 سبتمبر 1974 في المملكة المتحدة - ) هو لاعب كرة قدم بريطاني في مركز الوسط. لعب مع بوريهام وود إف سي ونادي نورثامبتون تاون وBrackley Town F.C. ‏ وAylesbury United F.C. ‏ وBanbury United F.C. ‏ وBedworth United F.C. ‏ وBuckingham Town F.C. ‏ وهيميل هيمبستيد تاون وDaventry Town F.C. ‏ وDunstable Town F.C. ‏ ونادي ويلدستون لكرة القدم.